# Justin Capră
Virgilius Justin Capră (n. 22 februarie 1933, Măgureni, județul Prahova, România – d. 19 ianuarie 2015, Ploiești, România) a fost un inventator, profesor și inginer român, care a construit mai multe vehicule cu consum redus de combustibil și care susținea că a inventat un jet pack⁠(en)[traduceți].
A primit diferite distincții și premii de mică anvergură precum: Premiul Arca, Premiul Ifia Eco pentru cea mai bună invenție ecologică (triciclu electric sau hibrid, împreună cu Marian Velcea); diploma Eureca Gold Medal pentru același aparat; diploma Salonului Internațional de invenții de la Geneva (un salon dubios), Medalia Regală pentru Loialitate (2014), Premiul Dan Voiculescu și multe altele.

## Biografie

### Copilăria
Justin Capră s-a născut pe 22 februarie 1933 în localitatea Măgureni din județul Prahova.Tatăl său, Constantin, a fost învățător și mama sa se numea Ecaterina.

### Educația
A urmat școala primară și liceul, început în 1944 la Liceul „Dumitru Barbu Știrbei”, din Câmpina, după care a promovat examenul de capacitate (1948) și apoi încă patru clase – cursul superior – absolvite la Școala Tehnică Petrol, Câmpina, specialitatea Foraj, urmate de bacalaureat (1952). După terminare, se înscrie la Școala Superioară de Aviație unde a absolvit ca subinginer în aviație. În 1974, la insistențele ministrului Octavian Groza, se va prezenta la Institutul Politehnic din București pentru echivalarea studiilor, primind, abia atunci, și diploma de inginer.
Anii de școala, 1944-1956, au fost tulburi; în 1952, bunicii lui au fost ridicați de pe moșia lor, fiind declarați chiaburi, și obligați să locuiască la Măgureni (domiciliu forțat). Tatăl lui făcuse seminarul la Buzău și Teologia la București, dar nu s-a preoțit și a lucrat ca învățător. În 1952, toată familia locuia la Florești, lângă Câmpina. Au pierdut însă casa de la Filipeștii de Pădure, tatăl lui a fost făcut de urgență membru de partid, dar în ciuda acestor întâmplări, Justin Capră și sora sa Georgeta Viorica au continuat școala.

## Invenții, realizări și alte lucrări

### Un nou sistem de bob
În 1950, la doar 17 ani, a realizat un bob, cu noutăți în ceea ce privește suspensia și direcția.

### Automobilul Virgilius
În 1955, a construit un automobil – VIRGILIUS – cu două roți, prima invenție omologată ca atare; echipat cu un motor de avion, de 105 CP, vehicul ce atingea 300 km/oră și cântărea 250 kg.

### Rucsacul zburător
În 1958 depune împreună cu Ion Munteanu cerere pentru brevetarea unui aparat individual de zbor propulsat de două minirachete așezate simetric în jurul umerilor: renumitul „rucsac zburător”; brevetul cu numărul 41711 este eliberat de OSIM în 1962.
Afirmă ulterior că invenția ar fi fost transmisă tocmai în SUA, unde va fi brevetată șapte ani mai târziu de către americanii Wendell Moore, Cecil Martin și Robert Cumings.
Astfel de dispozitive fuseseră însă propuse cu mult timp înainte, inventatorul rus  Aleksandr Fyodorovich Andreyev obținând un brevet încă din 1919.
În timpul războiului, Germania experimentează un sistem de propulsie reactivă individuală numit Himmelstürmer. E posibil ca acesta să fi inspirat eforturi americane ulterioare cum ar fi proiectul Grasshopper desfășurat în anii '50.
Armata americană a dezvoltat proiectul "Small Rocket Lift Device" care a dus la primul zbor independent cu un aparat dezvoltat de echipa lui Wendell Moore pe 20 aprilie 1961.
Cecil Martin și Robert Cummings au depus cererea de brevet în 1958 pentru un dispozitiv diferit de zbor individual, Turbo-fan lift device. Cei doi nu au făcut parte din echipa Bell, doar Wendell Mooore apare pe patentul obținut de aceasta.
În toamna anului 1962, la Expoziția Transporturilor de lângă Herăstrău, Wendell Moore și-a prezentat aparatul de zbor individual care avea o construcție cu totul diferită decât propunerea lui Capră, deși acesta susține că nu erau diferite decât culoarea și denumirea.
Într-un interviu din 2008 susține că a reușit un mic salt cu versiunea din 1958 a rucsacului zburător.
În 1968 realizează o altă variantă a rucsacului-zburător, acum propulsat cu perhidrol, ca aparatul construit de Bell. Aparatul a fost expus la Muzeul Tehnic din București.

### Aerodina cu decolare/aterizare verticală
În 1968, realizează o "aerodină cu decolare și aterizare verticală". Lipsesc însă surse credibile din care să rezulte că acest vehicul ar fi zburat vreodată.

### Aparate de zbor individuale
În aceeași perioadă, 1966-1968, ar fi construit un aparat de zbor individual cu azot lichid. 
Afirmă că ar fi construit în acel timp un automobil ce avea caroseria fluidă (și invizibilă) deși nici pentru această , realizare nu există mărturii.
În același registru afirmă că ar fi construit și un „aparat de zbor individual”, un „elicopter” – fără elice, fără aripi și fără jet. Ideea revendicată de Justin Capra a fost „obținerea forței portante prin sustentație cu efect pelicular”.

### Elicopterul portativ
În 1964 ar fi construit și un „elicopter portativ pentru juniori”. Cu o undă de umor, creatorul spune despre acest aparat că „are doar 35 de kg, cu tot cu combustibil,  greutatea proprie fiind de 30 kg, forța portantă de 125 kg și puterea 15 CP”. Lipsa de dovezi este justificată susținând că jurnalistul care a făcut fotografii la încercarea aparatului ar fost dat afară de la Agerpress, unde lucra, iar filmul i-ar fi fost confiscat de Securitate. La probele de zbor desfășurate pe aeroportul Băneasa, echipa de supraveghetori ar fugit de pe teren, lăsându-l pe inventator să-și facă zborul demonstrativ doar în prezența prietenilor, pe motiv că ceilalți nu doreau să fie făcuți răspunzători în cazul în care s-ar fi întâmplat un accident.

### Propulsorul cu circuit intern
În diverse articole de presă afirmă că în 1961 ar fi inventat o ”cutia neagră” care ar fi putut să reducă parțial gravitația corpurilor.

### Automobilul Soleta
Printre automobilele create de Justin Capră se află și „Soleta F” – cea mai mică mașină din lume, cu un consum redus de benzină (0.5l/100 km), care, de altfel, a fost văzută adesea pe drumurile țării. Din seria Soleta, a creat mai multe prototipuri diferite între ele prin greutate, viteză maximă și consumul de benzină. Soleta 150 Ecor, micro-autoturismul lui, cântărește 95 de kilograme și este capabil să străbată 100 de kilometri cu doar jumătate de litru de combustibil. Modelul următor, Soleta I.C. 200, a fost o îmbunătățire a modelului anterior și ajungea la viteza de 67 km/h.

### Automobilul SARMIS
Prin anii 1970, a proiectat și o mașina nepoluantă, fără volan și fără pedalier, comenzile facându-se de la un buton așezat pe carcasa fotoliului. Din această serie, modelul SARMIS EM 4K, cu o greutate proprie de 140 kg și greutatea acumulatorilor de 180 kg, atingea pe drum drept o viteză de 60 km/h.

### Motoreta OROLES
După încercările precedente, a construit mai multe prototipuri de mașini și motorete, alimentate de acumulatori, preocupându-se în special de creșterea randamentului și scăderea greutății; la Muzeul tehnic din București, vizitatorii puteau admira până prin anii ’90, un electroscuter – motoreta electrică OROLES ES 5, numită după un rege dac – cu o greutate de 65 kg, greutatea sursei 70 kg, viteza medie 27 km/h și o autonomie (până la reîncărcarea bateriei) de 90 de kilometri.

### Triciclul Troty
La Târgul Inventika din 2008 a fost prezentat “Troty” un triciclu pliabil cu motor electric integrat în butucul roții de direcție, care este răspunsul imaginat de autor la problemele de trafic urban. Vehiculul se înclină la viraje în mod natural, iar la staționare blochează puntea spate. Are o viteză maximă de 28 km/h și o autonomie de 50 km, fiind prevăzut cu un acumulator care se încarcă de la orice prize de 220 V. Greutatea proprie cu tot cu accumulator este de 30 kg, iar sarcina utilă de 80 kg.

### Automobilul hibrid Oblio
Automobilul Oblio 3C a fost vedeta Salonului Inventika, premiat cu Eco-Prize de Federația Internațională a Asociațiilor de Inventatori. Între scuter și mașină, cu motor integrat în roată, automobilul funcționează pe bază de curent electric, în loc de combustibil. Bateriile din dotare se încarcă de la priză prin intermediul unui acumulator. Nu necesită permis de conducere,  poate atinge o viteză de până la 30 km/h și are o autonomie de 80–100 km.

## Citate
"Eu nu sunt inventator, Dumnezeu e inventator, noi făcând parte din Imitatio Cristi".
”Cine vrea găsește soluții, cine nu, găsește scuze.”
”De meserie eu sunt român, iar la asta eu nu voi renunța niciodată.”